# Tvořič

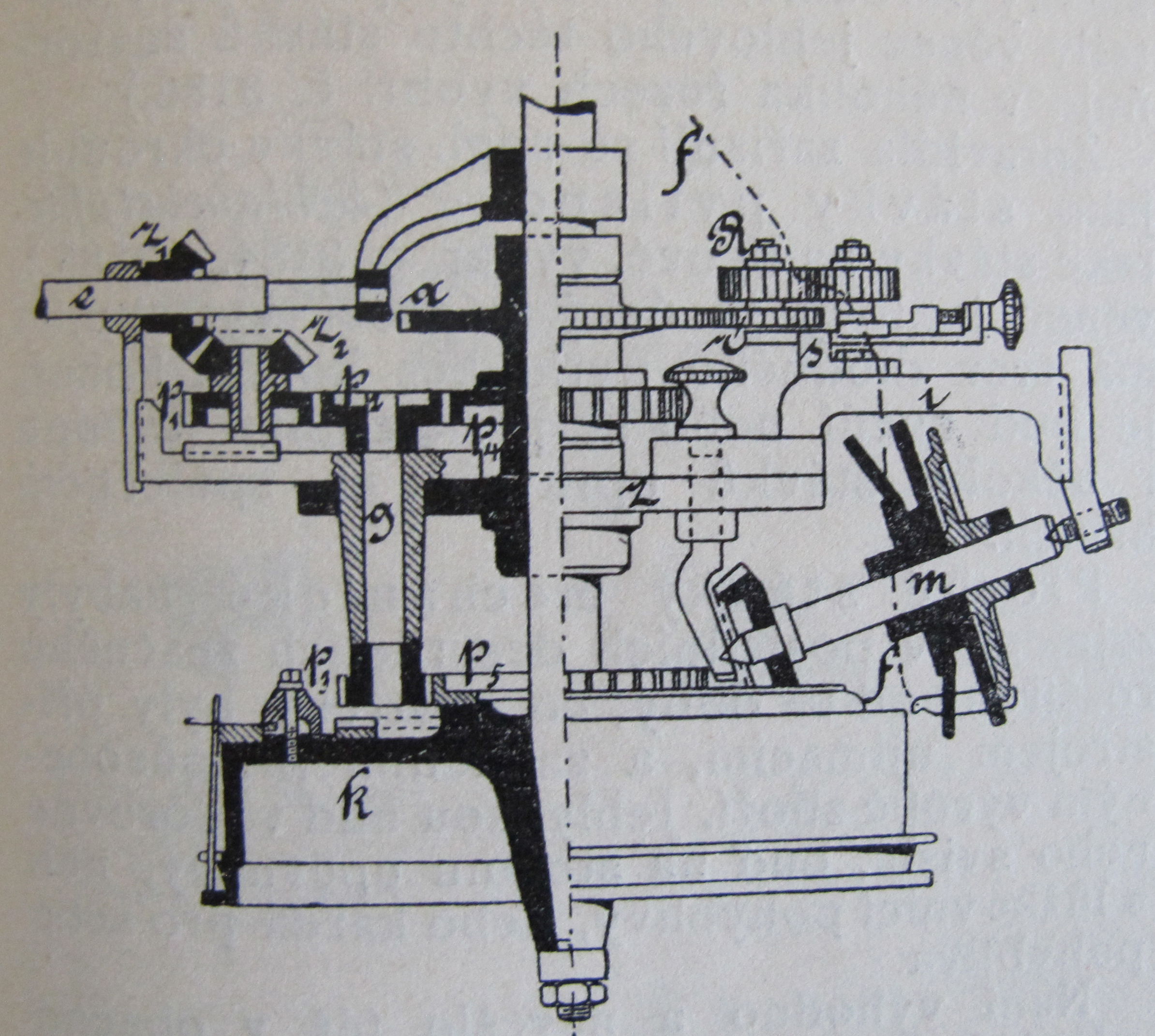
Terrotův tvořič (m) na výkresu z konce 19. století

Tvořič (anglicky sinker wheel, německy Mailleuse) je odborné označení kolečka na přístroji, kterým se ovládají platiny při tvorbě pleteniny na okrouhlém zátažném stávku.

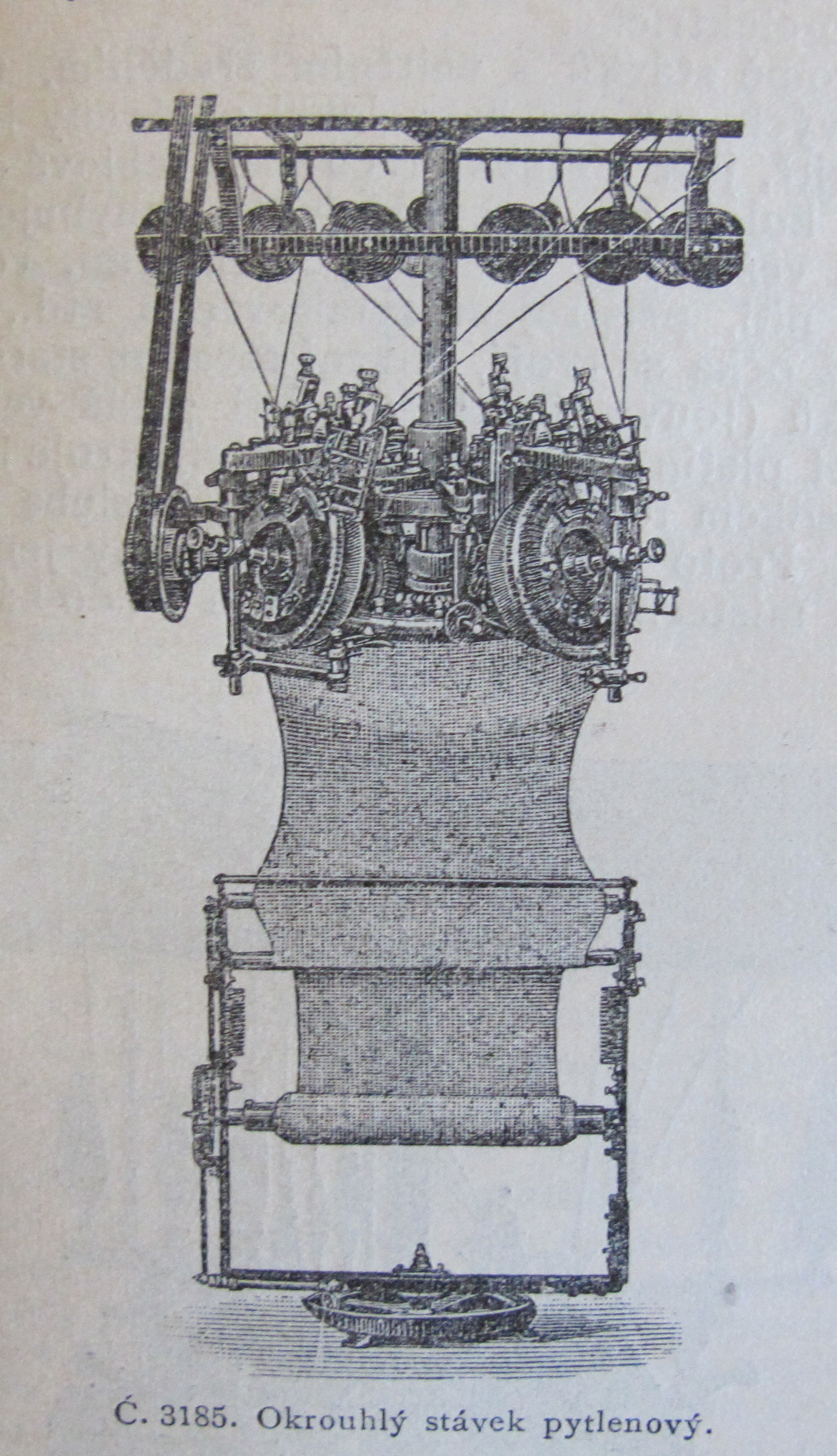
Tvořiče na okrouhlém stávku z konce 19. století

Konstrukce tvořiče se v technické literatuře přičítá francouzským vynálezcům – jednak Leroiovi (kolečko s křídly) a jednak Fouquetovi a Terrotovi (nastavitelný tvořič v kombinaci s nástroji ke vzorování na okrouhlém stávku – od roku 1845). Na výkresu nahoře je Terrotův tvořič s označením m.
V českých odborných publikacích se označení tvořič (resp. pracovní tvořič) používá také pro pletací systémy na okrouhlých pletacích strojích.
Pod názvem Tvořič vydával bývalý státní podnik Jitex v Písku v letech 1951-1993 časopis pro své zaměstnance.